# Trouble
Trouble är ett amerikanskt doomband som bildades 1979 av Eric Wagner, Rick Wartell och Bruce Franklin. Redan från början märktes en stark influens av bland annat Black Sabbath, med tidiga Sabbaths kristet religiösa övertoner bevarade.
Trouble introducerades för första gången på skiva i och med låten The last Judgment 1984. Den ingick i skivan Metal Massacre Vol. 4, en samlingsskiva från Metal Blade Records, som grävde fram ett antal talangfulla 80-tals metalband.
Trouble höll sig kvar vid Metal Blade Records som gav ut maxi-singeln Assassin och deras tre första album Psalm 9 (1984), The Skull (1985) och Run to the Light (1987).
Trouble tog snabbt över arvet Black Sabbath lämnade efter sig då Ozzy Osbourne lämnade dem. De väckte liv i doom-andan och blev drivkraften bakom den andra doom-vågen på 80-talet. Det dröjde inte länge innan de började influera andra band i den växande metalhysterin under dessa år och under en turnéspelning klev James och Kirk, från Metallica, upp på scenen efter encoren för att ta reda på vad det var med Troubles förstärkare som skapade deras tunga ljud.
I och med det självbetitlade albumet som släpptes 1990 tog Trouble halvsteget över till den bredare hårdrocksgenren, då intresset för "true" doom metal börjat avta. Ytterligare två skivor släpptes i den nya riktningen, som var mer stoner eller tung alternativ rock än doom. Tolv år efter Plastic Green Head gjorde bandet comeback med Simple Mind Condition, som fick blandad kritik.
Sångaren Eric Wagner lämnade gruppen 2008 och ersattes då med Warrior Soul-frontmannen Kory Clarke.

## Medlemmar
Nuvarande medlemmar
- Bruce Franklin – gitarr (1979– )
- Rick Wartell – gitarr (1979– )
- Kyle Thomas – sång (1997–2000, 2012– )
- Mark Lira – trummor (2008– )
- Rob Hultz – basgitarr (2013– )

Tidigare medlemmar
- Dave Snyder – trummor
- Eric Wagner – sång (1979–1997, 2000–2008)Död 2021
- Ian Brown – basgitarr (1979–1983)
- Jeff "Oly" Olson – trummor, keyboard, mässinginstrument (1979–1986, 1993–2008)
- Sean McAllister – basgitarr (1983–1986)
- Ron Holzner – basgitarr (1986–2002)
- Dennis Lesh – trummor (1986–1987)
- Ted Kirkpatrick – trummor (1987–1989)
- Barry Stern – trummor (1989–1993; död 2005)
- Chuck Robinson – basgitarr (2002–2008)
- Kory Clarke – sång (2008–2012)
- Shane Pasqualla – basgitarr (2008–2013)

## Diskografi

### Studioalbum
- 1984 – Psalm 9
- 1985 – The Skull
- 1987 – Run to the Light
- 1990 – Trouble
- 1992 – Manic Frustration
- 1995 – Plastic Green Head
- 2007 – Simple Mind Condition
- 2013 – The Distorion Field

### Livealbum
- 2007 – Dallas, Texas, Alive!
- 2008 – Live in L.A.
- 2011 – Live 1983
- 2011 – Black Shapes of Doom

### EP
- 1983 – Live
- 1994 – One for the Road
- 2007 – Unplugged

### Singlar
- 1984 – "Assassin" / "Tales of Brave Ulysses"
- 1990 – "The Misery Shows (Act II)" / "A Sinner's Fame/ Psychotic Reaction"

### Samlingsalbum
- 1991 – Psalm 9 / The Skull
- 2005 – Demos & Rarities 1980-95
- 2006 – Demos & Rarities 1984-94 (Part II)